# Matthiola caspica
Matthiola caspica là một loài thực vật có hoa trong họ Cải. Loài này được Grossh. mô tả khoa học đầu tiên.